# Ernest Gillet
Ernest Gillet född 1856, död 1940, var en fransk kompositör och musiker.

## Filmmusik
- 1950 - Södrans revy